# Нетшеба
Нетшеба (пол. Nietrzeba) — село в Польщі, у гміні Юзефув-над-Віслою Опольського повіту Люблінського воєводства.
Населення — 158 осіб (2011).

## Демографія
Демографічна структура станом на 31 березня 2011 року:
|          | Загалом | Допрацездатний вік | Працездатний вік | Постпрацездатний вік |
| -------- | ------- | ------------------ | ---------------- | -------------------- |
| Чоловіки | 75      | 14                 | 50               | 11                   |
| Жінки    | 83      | 15                 | 49               | 19                   |
| Разом    | 158     | 29                 | 99               | 30                   |